# Italcable
Italcable - Servizi cablografici, radiotelegrafici e radioelettrici S.p.A. était une société italienne opérant dans le domaine des services de télécommunications.
Il s'agissait de la société concessionnaire de l'État italien pour les services de télécommunications internationales (téléphone, télégraphe, télex et données) à destination et en provenance d'Italie, à l'exclusion des pays étrangers relevant de la compétence de l'Azienda di Stato per i servizi telefonici (ASST)  et de l'administration des postes et télégraphes (c'est-à-dire les pays européens et ceux qui bordent la mer Méditerranée, à l'exception d'Israël, attribué à Italcable).

## Histoire
Italcable a été fondée le 9 août 1921 sous le nom de Compagnia Italiana dei Cavi Telegrafici Sottomarini (Compagnie italienne des câbles télégraphiques sous-marins) par Giovanni Carosio, un entrepreneur d'Arona qui s'est installé à Buenos Aires en 1900, dans le but de construire le premier câble sous-marin transatlantique pour les communications télégraphiques reliant l'Italie aux États-Unis et à l'Amérique du Sud. Le 12 septembre 1921, la première convention a été signée entre l'État italien et la Compagnia Italiana dei cavi Telegrafici Sottomarini.
En 1925, les liaisons Anzio-Buenos Aires et Anzio-New York sont inaugurées (les seules du genre à l'époque), également grâce à la contribution financière de citoyens italiens émigrés en Argentine, actionnaires d'Italcable. L'année suivante, elle devient Compagnia per Cavi Telegrafici Sottomarini (Italcable).
En 1941, la société prend le nom d''Italcable à la suite de la fusion avec la Società Italo Radio, élargissant son secteur au-delà des systèmes télégraphiques pour inclure les systèmes radiotéléphoniques.
Pendant la Seconde Guerre mondiale, tous les câbles sous-marins au nord de l'équateur ont été coupés ou interrompus, de sorte qu'Italcable n'a assuré les services de télécommunications intercontinentaux que par des liaisons radio.
À la fin de la guerre, avec le traité de paix signé au palais du Luxembourg en 1947 (Traité de Paris), l'Italie a pu reconstruire son réseau de câbles sous-marins transocéaniques, coupé par les Britanniques dans l'Atlantique.
Italcable a ainsi pu donner une nouvelle "voix" à ses stations de communication intercontinentales en rouvrant des connexions nouvelles et anciennes avec d'autres nations.
En particulier, Carlo Enrico Martinato et Cesare Fantò ont contribué à la renaissance des liens entre l'Italie et l'autre côté de l'Atlantique.
Avec l'arrivée des premières télécommunications par satellite, Italcable et la Rai(Radiotelevisione italiana S.p.A. - le radiodiffuseur public italien) ont créé Telespazio en 1961, avec les ingénieurs Piero Fanti et Cesare Benigni.
En 1965, Italcable fait partie de STET (holding financière appartenant au groupe de l'État italien IRI), qui détient 47,45 % du capital social. La part restante était détenue par la Banca d'Italia (Banque d'Italie)(2,75%) et des actionnaires mineurs (49,80%). STET a financé l'achat d'Italcable grâce aux indemnités reçues de la SIP (Società idroelettrica piemontese - Société hydroélectrique piémontaise) à la suite de la nationalisation de l'électricité en 1962.
Dans les années 1970, Italcable a construit la première "ville intercontinentale de télécommunications" d'Italie à Acilia, une banlieue du Municipio X située au sud-ouest de Rome.
Ces centres d'opérations intercontinentaux (COA) d'Italcable ont été conçus par l'architecte Pier Luigi Nervi.
Dans les années qui suivent, cette ville des télécommunications abrite les systèmes de commutation électronique et les systèmes informatiques les plus avancés, et devient également un centre de formation professionnelle dans le secteur des télécommunications intercontinentales, notamment pour les pays en développement.
Toujours en 1970, elle a participé à l'installation du Câble de communication transatlantique TAT-5.
En vertu de la convention stipulée avec le ministère des Communications, Italcable a offert des services de télécommunications à usage public, en installant et en gérant les équipements correspondants, avec la plupart des pays non européens. La société était également responsable des services de télégrammes avec la plupart des pays européens.
Le ministère de la Défense, compte tenu de l'importance stratégique du service, a assuré la défense du centre d'opérations, confiée chaque semaine aux différents services stationnés à Rome et dans son arrière-pays (par exemple, le SCA de Bracciano, l'école d'infanterie de Cesano, etc.) Les militaires de garde étaient logés dans des structures préfabriquées, utilisaient la cantine de l'entreprise et, armés de mitrailleuses, montaient des postes de sentinelle dans de grandes tourelles circulaires en acier situées le long des murs.
En 1983, Italcable comptait 3 356 employés et plus de 11 575 actionnaires, qui possédaient au total 43,3 % du capital social : le reste était entre les mains de STET. Elle a terminé l'année 1990 avec un chiffre d'affaires de 708 milliards de lires et un bénéfice de 165 milliards de lires.
En 1994, elle a été fusionnée avec Telecom Italia S.p.A.: son héritage a été repris par Telecom Italia Sparkle.

### Construction du câble sous-marin transatlantique
Comme l'indique le journal "Il Piccolo" de São Paulo, Brésil, daté du 1er février 1925, le représentant général de la "Compagnia Italiana dei Cavi Telegrafici Sottomarini" au Brésil était Italo De Giuli.
Dans le même journal du 20/10/1925 est paru l'article suivant :
"Le 16 du mois courant, sur la plage de Rio de Janeiro, on a commencé à débarquer l'extrémité du câble reliant Rio à la station de Ferdinand de Noronha, et de là à celle d'Anzio, près de Rome. Les opérations ont été quelque peu entravées par la forte mer de ces derniers jours et n'ont pu être achevées que le 18. Le programme de pose de câbles dans les eaux brésiliennes est donc terminé pour le moment. Omissis..... La mise en œuvre de cette initiative patriotique permet à l'Italie de passer de la huitième à la quatrième place dans le classement mondial des nations disposant de réseaux sous-marins, juste après l'Angleterre, les États-Unis et la France. A l'occasion de la connexion du câble, la Direction Générale de Rio a envoyé le télégramme suivant à Comm. Carosio, Président d'Italcable Milano : "Au nom de ma patrie, les actionnaires d'Italcable, je vous adresse mes salutations sincères, ferventes et reconnaissantes, à vous qui avez espéré et fortement souhaité la réalisation de cette grande entreprise.". A ce télégramme, le Comm. Carosio a répondu : "Comm. De Giuli-Rio : Je vous remercie, Actionnaires Conseillers, de votre aimable attention, il faut rassembler toutes nos forces pour obtenir rapidement le trafic auquel nous avons droit et organiser le service de la manière la plus parfaite". Au télégramme envoyé par M. De Giuli, S.E. Mussolini a répondu comme suit : "Je vous remercie pour l'aimable salut que vous avez voulu m'adresser également au nom des Conseillers et des Souscripteurs brésiliens du Câble sous-marin, une nouvelle voie de progrès et un nouveau lien entre les deux pays (signé Mussolini)".

## Référence
1. ↑  repubblica.it
2. ↑  « site LombardiaBeniCulturali »
3. ↑  « telecomitalia.com », 10 août 2017
4. ↑  atlantic-cable.com
5. ↑  adnkronos.com

## Source
- (it) Cet article est partiellement ou en totalité issu de l’article de Wikipédia en italien intitulé « Italcable » (voir la liste des auteurs).